# Sot del Migdia
El Sot del Migdia és una gran esplanada situada a la muntanya de Montjuïc de la ciutat de Barcelona, Catalunya. Va ser projectat per Elisabeth Galí.

## Situació
Està situat al Districte de Sants-Montjuïc, al Carrer del Foc s/n, prop del Palau Sant Jordi, l'Estadi Olímpic, i el Cementiri de Montjuïc, en el vessant marítim de la muntanya de Montjuïc.

## Usos
Inicialment va ser concebut com un gran «rockòdrom» (lloc per acollir grans esdeveniments musicals). Té una capacitat per a esdeveniments de fins a 20.000 persones. Malgrat això, les obres mai van arribar a culminar-se i mai va acollir el volum d'esdeveniments pel qual va ser projectat.
Des de fa molts anys és usat per la Federació Catalana d'Autoescoles per realitzar pràctiques de conducció i també és l'emplaçament triat per celebrar exàmens pràctics de conducció de tota mena de vehicles.
Malgrat que el suposat rockòdrom mai va arribar a ser tal, va albergar grans esdeveniments, especialment en els seus primers anys. El Sot del Migdia va acollir una notable quantitat de concerts entre els quals va destacar el de Manu Chao contra la Globalització que va acollir a més de 15.000 persones.
Entre els productors musicals barcelonins el Sot del Migdia era un lloc maleït per les seves males comunicacions i per la dificultat d'omplir-ho. Solament l'Associació Cultural Telecogresca s'obstinava a demostrar any rere any que el Sot podia ser un bon lloc per acollir concerts, amb els seus repetits èxits en les 12 Telecogresques que allí van celebrar.
Amb la construcció del Parc del Fòrum, tots els esdeveniments que es realitzaven en el Sot, inclosa la Telecogresca, van ser desplaçats al nou recinte. No obstant això, l'edició del 2010 de la Telecogresca va tornar a aquest emplaçament i ja ha celebrat allí altres dues edicions.